# Barnimer Dörferweg
Der Barnimer Dörferweg verbindet den Tegeler See im Nordwesten Berlins mit dem Wuhletal im Osten. Er ist einer der 20 grünen Hauptwege der Stadt. Das ist eine Zusammenstellung von 20 Wanderwegen durch das Berliner Stadtgebiet mit einer Gesamtlänge von rund 550 Kilometern. Ziel ist es, „Wohngebiete mit den vielfältigen Erholungsmöglichkeiten in Parkanlagen und Naherholungsgebieten von Berlin und Brandenburg“ (Senatsverwaltung für Stadtentwicklung und Umwelt) miteinander zu verknüpfen. Der Fußgänger soll dabei die Möglichkeit haben, „die Stadt als eine Verbindung von Kultur, Geschichte und Ökologie intensiv zu erleben“.

## Verlauf
Der Barnimer Dörferweg verläuft 31 Kilometer im Norden Berlins zwischen den historischen Dorfkernen von Tegel, Hermsdorf, Lübars, Blankenfelde, Karow und Ahrensfelde entlang des Tegeler Fließes bis zum Regionalpark Barnimer Feldmark.

### Marzahn
Der östliche Einstiegspunkt (Lage) des grünen Hauptwegs 13 liegt am nördlichen Einstiegspunkt des Hauptweges 14 (Wuhletalweg). Dieser Wechsel befindet sich in Marzahn am Nordende des Eicheparks, in dem sich der Wuhleweg nach Süden fortsetzt. Damit beginnt der Dörferweg direkt an der Berliner Stadtgrenze zu Ahrensfelde und ist zunächst identisch mit der Döllner Straße, die zwischen einer Villensiedlung im Nachbarort und dem Eichepark und der Johann-Julius-Hecker-Schule (benannt nach einem Schulreformer) verläuft. Bei Google Maps wird die Döllner Straße fälschlicherweise als Döliner Straße bezeichnet. Um die Nachbarort-Siedlung an der Stadtgrenze entlang geht es nach rechts für 160 Meter in die Hohenwalder Straße, die dann nach Westen an der Kleingartenanlage ‚An der Wendeschleife‘ zur Schorfheider Straße verlassen wird. Da sich hier die Tram-Wendeschleife (Linien M8 und 16) befindet, ist der Einstieg in den Dörferweg auf dem Barnim von hier an denkbar. Der Hauptweg führt über die Straßenbahngleise in die Eichhorster Straße zwischen Tennis- und Parkplatz. So bietet sich ab der Rosenbecker Straße die Grünanlage an dem sechsgeschossigen Wohnbaublock weiter und in die Klandorfer Straße folgend. An deren Ecke geht es geradeaus durch die P+R-Plätze zur Märkischen Allee (B 158), vor dem S- und Regionalbahnhof Ahrensfelde nach rechts durch die Rasenfläche zum (niveaugleichen) Eisenbahnübergang der Wriezener Bahn und über diesen auf der Ahrensfelder Chaussee am linken Gehweg auf der Bezirksgrenze Marzahn-Hellersdorf zu Lichtenberg.

### Falkenberg
Vom Eisenbahnübergang der Wriezener Bahn führt 170 Meter auf der Ahrensfelder Chaussee entlang der Barnimer Dörferweg über die Straße hinweg (Lage) nach Falkenberg. Die Straße Am Gehrensee führt als Asphaltstraße beginnend (neben dem Anfang des Gewerbegebiets) als Wanderweg mit Asphaltdecke weiter nach Norden durch eine grüne Brachfläche zum Gehrensee (Plan: Siedlung Am Gehrensee). Der Barnimer Dörferweg jedoch wendet sich 80 Meter vor der Wasserfläche in die Straße Straße am Dörferweg und folgt dieser bis über den Millionengraben und hier nach rechts in den Zehnrutenweg bis an das Naturschutzgebiet Falkenberger Rieselfelder. Vor den ehemaligen Sickerbecken geht es nach links und weiter an der Heckrinderweide über den Hausvater- und den Steegeweg hinweg, im Süden das Gelände und die Gebäude des Tierheims Berlin. Nach 1140 Metern ist auf diesen Grünflächen der Übergang in den Ortsteil Wartenberg erfolgt.

### Wartenberg
Nach Erreichen des Naturschutzgebiets von Wartenberg, das am nördlichen Wegesrand liegt, geht es weiter um das Gebiet des Berllpfuhl, an dem der Berllgraben seinen Anfang hat. Der Dörferweg weicht an der Kleingartenanlage (KGA) ‚Falkenhöhe‘ nach Süden (nach links) und führt um diese herum, wo er nach rechts in die Straße 3 der Siedlung Wartenberg abbiegt. Die geplante Idealführung an der KGA nach Norden über den Berligraben zum Birkholzer Weg ist als nicht (durchgehend) begehbar markiert. Der ausgewiesene Barnimer Dörferweg führt an der Kreuzung der Straßen 3 und 5 nach rechts durch die Siedlung über den (schräg kreuzenden) Birkholzer Weg hinweg zur Straße 2 und hier (300 Meter vor der Stadtgrenze zu Lindenberg / Siedlung ‚Klarahöh‘) nach links zwischen Acker- und Wiesenflächen westwärts.
Aus der Siedlung Wartenberg führt der Barnimer Dörferweg auf Straße 2 nach Westen hinaus. 350 Meter von der Siedlungskante (Lage) ist der querlaufende Buschstreifen an der Lindenberger Straße erreicht, die geradeaus überquert wird und an einem weiteren Feldweg vorbei folgt nach 460 Metern ein Querweg. Während hier von Süden (links her) der Lindenberger Korridor den nördlichen Endpunkt (Hauptweg 06) hat, geht der Barnimer Dörferweg nach rechts in einen Bogenweg an die nördliche Stadtgrenze zu Lindenberg in Brandenburg an der es nach Westen entlang geht. Auf der Lindenberger Flur liegen Äcker, links auf der Berliner Seite vorwiegend Grünland, das als Landschaftspark Wartenberg Teil des Regionalparks Naturpark Barnim ist. In Sichtweite der Lindenberger Mühle geht es an der Stadtgrenze auf einem Feldweg zur Bundesstraße 2, die von hier nach Norden zum Autobahndreieck Barnim führt.

### Stadtrandsiedlung Malchow
An der Ostseite der B 2 liegt zudem die Bezirksgrenze Lichtenberg/Pankow und so wechselt der Barnimer Dörferweg über die Straße hinweg in den Ortsteil Stadtrandsiedlung Malchow, wo der Hauptweg auf der Straße Am Luchgraben weitergeht. An deren rechten Straßenrand liegt weiterhin die Berliner Stadtgrenze und etwa in der Mitte wird die Laake überbrückt. Diese gut ausgebaute Asphaltstraße wurde für die Baufahrzeuge beim Bau der Großsiedlung Karow-Nord angelegt. Die 1040 Meter lange Sackgasse endet im Bogen am Pappelwald, der ein Teil des hier entstandenen Parkbandes ist. Diese Ausgleichsmaßnahmen für die Großsiedlung Karow-Nord gehören zum Naturpark Barnim, nach der politischen Wende 1990 als Landschaftspark Nordost auf den ehemaligen Rieselfeldern des Rieselgutes Blankenburg angesetzt führt als Grünzugflächen in die Berliner Innenstadt. Vom Ende der Straße Am Luchgraben oder vom Parkplatz gegenüber dem auf Lindenberger Flur liegenden Pfuhl ist der Weg nach links (Richtung Südwesten) 100 Meter am Pappelwald entlang zu wählen, von dem der nach rechts führende Querweg einen im Wald liegenden Graben überbrückt.

### Karow

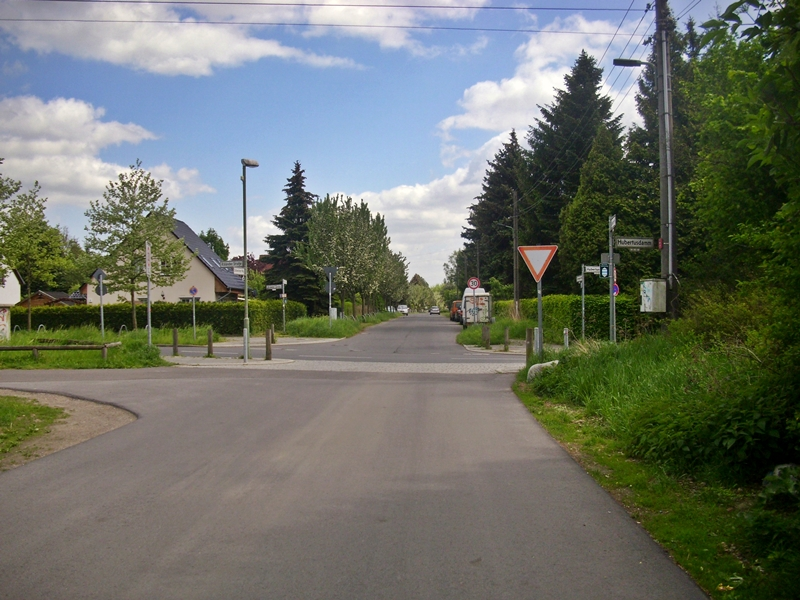
Im Ortsteil Karow

Am folgenden Waldrand verläuft die Ortsteilgrenze (Lage) zu Karow, über die es geradeaus durch Buschwerk am Karower Entwässerungsgraben zur Straße 70 Ecke Straße 64 geht. Der Barnimer Dörferweg nutzt die Straße 70, lässt links die ‚Siedlungskolonie Karow‘ mit den zwei bis drei Grundstücken der 60er Straßen und rechts Baureservierungsfläche, teils aus Acker, teils aus Brachland bestehend. Am Straßenende geht es nach rechts in die Strömannstraße, die an der Ostgrenze des Dorfkerns von Karow hinter deren (heute umgewidmeten) Bauernhöfen ihre Trasse hat. Gekreuzt werden weitere 70er Straßen, die die Siedlungsflächen im Osten Karow erschlossen haben, Parallel zu Alt-Karow werden am Spritzenhaus von 1866 die Straße 71, Straße 72 mit dem Friedhof Karow III, der Dorfkirche und dem Dorfkirchhof, Straße 73, Straße 74 und die Siverstorpstraße teils querend, teils abzweigend überschritten. Am Straßenende ist mit den dreigeschossigen Eckbauten am Hofzeichendamm die Stadtrandsiedlung Karow (östlicher Teil von Karow-Nord) erreicht. Nach links auf dem Hofzeichendamm führt der grüne Hauptweg 13 zu Alt-Karow und vom Anger weg nach Norden als Bucher Chaussee.
Über die nach Buch und weiter nach Zepernick und Bernau führende Straße hinweg (Lage) geht es geradeaus weiter in den Schönerlinder Weg. Während nach rechts die Matestraße in das Neubaugebiet führt, markiert die nach links folgende Lanker Straße den westlichen Dorfrand hinter den vormaligen Höfen. Nach der Busonistraße folgt der Grünzug am Rübländer Graben, der mit dem Neubaugebiet saniert wurde. Rechts der Achtrutenberg, links die Wotanstraße und wiederum rechts Kurze-Enden-Weg, Röländer Straße geben Auskunft, wo das alte Karower Siedlungsgebiet liegt und Straßennamen mit lokalen Bezug auf Karow-Nord hinweisen. Der Barnimer Dörferweg geradeaus weiter zur Bahnunterführung kreuzt noch den Hubertusdamm (links) und die Blanchardstraße rechts, wo der Franzose Jean-Pierre Blanchard 1788 in Karow seine Ballonfahrt startete. Jenseits der Bahnlinie verlässt man das bebaute Karow zwischen Kleingartenanlagen und landwirtschaftlicher Fläche auf dem Schönerlinder Weg zur Panke-Brücke.

### Französisch Buchholz
Am Ostufer der Panke wird der Ortsteil Karow verlassen (Lage) und auf der Schönerlinder-Weg-Brücke ist Buch erreicht. Hier am Pankeufer kreuzt der grüne Hauptweg 05 (Nord-Süd-Weg), der hier als Pankewanderweg auch Teil des Fernradwegs Berlin–Usedom ist. Der Dörferweg geht geradeaus weiter in das NSG Karower Teiche und kreuzt in dessen nördlichen Teil den Graben 1 Buch, ehe vor der A 10 nahe der Hobrechtsfelder Brücke nach links das Naturschutzgebiet über den Lietzengraben nach Französisch Buchholz verlassen wird, dessen Namenszusatz in der Besiedlungsgeschichte mit Hugenotten begründet ist. Dem Idealweg 180 Meter nach Süden (links) ausweichend, wird die Bucher Straße außerhalb der Schutzplanken überquert. Gegenüber führt der Hauptweg in das LSG der ehemaligen Rieselfelder im Anstand neben der Autobahn weiter; dem LSG folgt noch eine Ackerfläche, im Süden Flachbauten einer Pyrotechnik-Firma. Vor dem 40 Meter breiten Baumstreifen an der Schönerlinder Straße (B 109) geht es nach links parallel zur Ortsteilgrenze Buch/Französisch Buchholz südwärts, weiter auf dem östlichen Straßenrand. Überbrückt wird dadurch der Buchholzer Graben, ein Rieselwassersammler, der beim Bau des Berliner Außenrings eingerichtet wurde; es folgt die Abfahrt und deren Brücke für die Kleingartenanlagen (Kolonie Lindenhof und Birkengrund), dann die Anschlüsse der Anschlussstelle 2 (Schönerlinder Straße) und die A 114 (Pankower Autobahnzubringer) selbst.

### Blankenfelde
Danach wird die Bundesstraße in Höhe der Straße nach Arkenberge überquert, wodurch Blankenfelde erreicht ist. Diese Straße ist als Skaterstrecke markiert, offiziell die Privatstraße zur Deponie Arkenberge. Die Straße bildet bis zur Abbiegung noch die Ortsteilgrenze, südlich im Nachbarortsteil die Alte Schäferei (der vorherige Straßenname war Am Schafstall) und aufgelassene Rinderoffenställe.
Am Straßenknick der Straße nach Arkenberge folgt der Hauptweg der Ortsteilgrenze auf Blankenfelder Flur nach Süden. (Lage) Geradeaus befindet sich Möllersfelde (das vormalige Gut und heute mit einem Reiterhof), rechts vom Hauptweg (Schillingweg) liegt ein Landschaftsschutzgebiet, darin ein Reiterhof, und nach dem Idehorstpark vor dem Gelände mehrerer Kleingartenkolonien nach rechts geht der Weg am LSG nordwärts am Idegraben (in Fließrichtung) und Graben 46 Buchholz (gegen die Fließrichtung) zwischen ‚Anlage Idehorst‘ und dem ‚NSG Idehorst‘ weiter, vom Weg ostwärts sammelt der Koppelgraben die beiden Gräben. Der Dörferweg führt am Grabenlauf durch das LSG gerade weiter über den Möllersfelder Weg hinweg und am Grabenknick nach links (westwärts) folgt er diesem. Am Blankenfelder Graben, den ein Reiterweg begleitet, ist der Straßenlauf des Möllersfelder Wegs erreicht. An der folgenden Hauptstraße nach rechts gegenüber den aufgelassenen Ställen und nach 170 Metern wird diese nach links wieder verlassen und der denkmalgeschützte Blankenfelder Dorfkern am Nordrand dem Graben 33 Blankenfelde folgend umgangen. Nach 300 Metern am Graben hinter dem Reitplatz, noch vor dem Quellfenn, führt der Hauptweg nach rechts ab in das LSG durch ein offenes Wald- und Buschgebiet. Es wird der Graben vom Quellfenn ausgehend erreicht und die Südwestecke des Schwarzwassersees, von der an der Weg nach links begangen wird. Das begleitende Fließgewässer ist ebenfalls ein Überbleibsel der Rieselfeldgeschichte von Blankenfelde.
Der Graben unterquert die Schildower Straße und der Hauptweg führt noch 175 Meter nach rechts an der Straße entlang, bevor er diese zum gegenüberliegenden Feldweg durch das LSG um den Großen Reppfuhl quert. Auf diesem Feldweg gelangt man zum Heidekrautgraben, nach links folgend zur Lübarser Brücke, wo der Lübarser Weg (eine Straße) durch die Siedlung Schildow-Waldeck in die Schildower Straße übergeht, einen Feld- und Wiesenweg durch das Naturschutzgebiet Tegeler Fließtal, hier den Gebietsteil Köppchensee und dessen Feuchtwiesen. Vor dem auf dem ehemaligen Mauerstreifen gewachsenen 70–80 Meter breiten Waldstreifen kommt der Lübarser Weg von Süden gemeinsam mit dem Berliner Mauerweg hinzu.
Der Mauerweg als ausgebauter Rad- und Fußwanderweg auf dem einstigen Grenz- und Mauerstreifen um West-Berlin verläuft hier auf dem ostseitigen Kolonnenweg weiter und kreuzt dadurch über den Barnimer Dörferweg, der Lübarser Weg führt gemeinsam westwärts weiter.

### Lübars

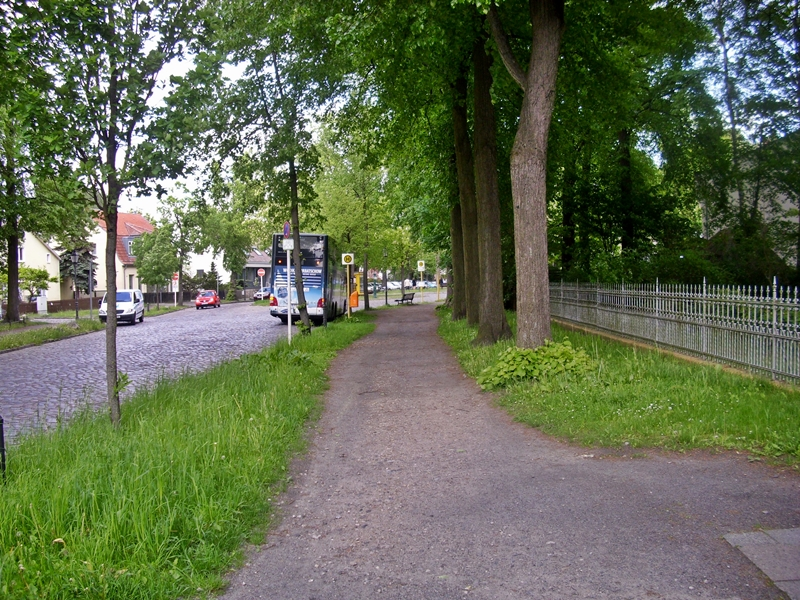
Alt-Lübars

Nach dem folgenden Waldgrünzug erfolgt der Übergang nach Lübars an der Bezirksgrenze Pankow/Reinickendorf, wo Berlin einst geteilt war (Lage). Die beiden Hauptweg kreuzen noch den Quellgraben von der Osterquelle neben dem Weg und den Küstergraben südlich vom Sprintwiesenteich und treffen auf die Blankenfelder Chaussee. Weiter geht es auf Alt-Lübars durch den Dorfkern des Ortsteils. Hier hat der Lübarser Weg das Ziel erreicht und endet. Der Dörferweg geht weiter am Ende der rechtsseitigen Bebauung nach rechts in das Wiesengelände des LSG und am Wördenberggraben den links abbiegenden Weg und nach 230 Metern wiederum nach rechts und weiter geradeaus nach Nordwest bis nahe am Tegeler Fließ, das die Stadtgrenze zu Glienicke Nordbahn (Land Brandenburg) bildet. Anschließend wird die Siedlung Kienwerder (Am Rohrbusch) und die KGA ‚Wiesenblick‘ werden nördlich umgangen. Dem Weg folgend und neben dem Hundegarten über die Straße Am Freibad, bleibt das Freibad Lübars am Ziegelsee und dieser links vom Hauptweg. Rechts von ihm folgt der Hermsdorfer See, dessen Ufer die Grenze zum Nachbarort ist. Im umgebenden LSG liegt auf Höhe Büchenbronner Steig am Erlenbruchgraben der Übergang zum nächsten Ortsteil, der auf eine Koloniebildung Wittenaus zurückgeht.

### Waidmannslust und Hermsdorf
Der Büchenbronner Steig mit den östlichen Grundstücken gehört zu Lübars, der nächste Ortsteil am Barnimer Dörferweg ist Waidmannslust in den der Weg unbemerkt gewechselt ist (Lage). Es geht weiter am Südufer des Hermsdorfer Sees neben dem Ziegeleibecken (ein Absetzbecken), an den nördlichen Grundstücken der Pforzheimer Straße und des Wolfacher Pfades, den dazwischen liegenden Rohrgraben. Die Brücke über das Tegeler Fließ, das schon im Nachbarortsteil liegt, führt nach Hermsdorf, der Hauptweg weiterhin im LSG nun auf der Nordseite des Fließes und dadurch südlich vom Hermsdorfer Ortskern. An der Berliner Straße (B 96) wird die hier liegende Brücke zum Südufer genutzt, wodurch es nach Waidmannslust zurück zum Oraniendamm. Nach 70 Meter Hauptstraße führt der Uferweg von der Straße weg und durch den Bahnbogen neben der Dianastraße unter der Nordbahn durch, um danach wieder die Uferseite nach Hermsdorf zu wechseln und am Wickengartenteich über die Brandt-/ Artemisstraße hinweg, gefolgt vom Bismarcksteg. Das mäandrierende Fließ bleibt links vom Weg und als Fließtalstraße den Zugang zu Nebengrundstücken der Mühlenfeldstraße bietet, am Weg der Mühlenfeldteich. In Höhe der Jagowstraße steht wiederum ein Wechsel der Fließufer.

### Tegel
Über den Egidysteg wird der Ortsteil Tegel zum Marie-Schlei-Platz in der Siedlung ‚Freie Scholle‘ an. Der grüne Hauptweg 13 bleibt im Bereich des LSG am Nordrand der Siedlung und besitzt einige Durchgänge zum parallelen Moorweg, insbesondere Virgilius-, Bonifazius-, Titusstraße, hier der (nicht genutzte) St.-Joseph-Steg. Im Weiteren liegt links die KGA ‚Kirchengelände‘, gefolgt vom Friedhof am Fließtal. Zwischen Friedhof und A 111 geht es südwärts (links) zum Waidmannsluster Damm. Am südlichen Gehweg des Waidmannsluster Damms treffen östlich der Zufahrt Hermsdorfer Damm (AS Waidmannsluster Damm/Hermsdorfer Damm) der Barnimer Dörferweg von Norden her und die Humboldt-Spur von Süden kommend zusammen, um gemeinsam durch Autobahn und Bahnstrecke hindurch zu führen. Ab Buddestraße ist der Weg in einer kleinen Grünanlage ein wenig abseits der Straße zum Nordgraben hin, der hier eine Oberflächenwasser-Aufbereitungsanlage hat. Mit dem Erreichen der Karolinenstraße sind 50 Meter nach rechts nötig um die Straße an der Kreuzung mit Waidmannsluster Damm/An der Mühle gefahrlos zu überqueren.
Anschließend geht es wieder zum Nordgraben und über den Karolinensteg, weiter über den Wilhelmsteg auf die Humboldtinsel und von dieser auf dem Alexandersteg zur Hafenpromenade gegenüber der Insel am Georgsteg vorbei zum vormaligen Kai des Tegeler Hafens (Internationale Bauausstellung 1987) und damit nördlich vom Tegeler Ortskern. Am Eingang zum Hafen verlässt der Barnimer Dörferweg die Humboldt-Spur, indem sie nicht mit über die Tegeler Hafenbrücke führt, sondern nach links auf die Greenwichpromenade abbiegt. Hier verläuft der Barnimer Dörferweg noch für 70 Meter gemeinsam mit dem Heiligenseer Weg. Letzterer gelangt dann an den Tegeler See, der Dörferweg dagegen endet (nach FIS-Broker-Darstellung) vor Alt-Tegel an seinem westlichen Einstiegspunkt (Lage).

## Nahverkehrsanschlüsse
In der Nähe befindliche Anschlüsse an den ÖPNV sind der U-Bahnhof Alt-Tegel, der S-Bahnhof Karow und der S-Bahnhof Ahrensfelde.